# Heuristik
En heuristik eller heuristisk metode er en metode, som hjælper med eller tillader personer at udforske og lære ting på egen hånd, eller at løse et problem ved at evaluere de erfaringer, der er dannet, og derved prøve sig frem, til der findes en løsning.
Ved en heuristisk evaluering af brugervenlighed vil udarbejdet materiale gennemgås, f.eks. et applikationsprogram eller en webside, og det vil forsøges at se brugen af disse gennem brugerens øjne. Heraf kan det eksempelvis bruges til udvikling af en liste med krav til brugervenlighed, som materialet sammenholdes med.
Heuristikker er simple tommelfingerregler og generelle problemløsningsstrategier, som giver et generelt indblik i hvordan mennesker former deres beslutninger og vurderinger. De hjælper eksempelvis med at sortere alternative løsningsforslag fra, så der er færre alternativer at skulle tage stilling til. Der kan være mange faktorer der påvirker hvilke valg man tager og hvordan situationer vurderes. Mange af disse faktorer bunder i tidligere oplevelser og erfaringer, som så overføres når der skal tages en beslutning eller en situation skal vurderes. Heuristikker hjælper altså mennesker med at nærme sig korrekte beslutninger og vurderinger, selvom det ikke altid lykkes. I nedenstående vil vurderingsheuristikker gennemgås og kort beskrives.

## Vurderingsheuristikker

### Genkendelsesheuristikken
Hvis en vurdering skal tages mellem en mængde informationer eller objekter, kan genkendelsesheuristikken anvendes. I denne heuristik anvendes information om hvorvidt et objekt genkendes eller ej, specielt også hvis genkendelsen sker på baggrund af at objektet oftere er nævnt eller oplevet i forhold til alternativet. Denne information om genkendelse anvendes til at sige noget om objektet i forhold til et krav. Hvis der eksempelvis skal tages en vurdering af to objekter i forhold til en vurdering som popularitet, vil man vurdere det objekt man kender til, som mere populært. Denne heuristik bliver dog overflødig hvis alle eller ingen objekterne er kendte. 
I 2005 modellerede Schooler og Hertwig genkendelsesheuristikken i et computerprogram.  Programmet blev trænet ved at den præsenteredes for navne på tyske byer samt hvor ofte byerne nævntes i omgivelserne. Det blev fundet at modellen havde større sandsynlighed for at lave korrekte vurderinger når den også glemte information efterhånden. Genkendelsesheuristikken er dog overflødig hvis hyppigheden af benævnelsen af den specifikke ting, ikke korrelerer med det kriterie der vurderes - eksempelvis hvis ikke der er korrelation mellem hvor stor en by er, og hvor ofte den bliver nævnt.

### Fluency heuristikken
Fluency heuristikken er formet som modsætning til genkendelsesheuristikken, hvor begge objekter der vurderes for at lave en beslutning, genkendes. Denne heuristik blev dannet ud fra tidligere arbejde omkring fluency. Eksempelvis er det vist at fluency i processering, som kommer af tidligere eksponering, kan øge den perciperede troværdighed eller sandhed. En kort beskrivelse af den overordnede heuristik lyder:
Hvis begge alternativer er genkendt, men én er genkendt hurtigere, så udledes det at dette alternativ har en højere værdi med forhold til kriteriet . 

### Forankringsheuristikken
I 2003 præsenterede Dan Ariely (en), George Loewenstein (en) & Drazen Prelec (en) en gruppe studerende for et forsøgsscenarie, hvori de blev bedt om at skrive de sidste to cifre af deres personnummer ned, og derefter vurdere hvor meget de ville betale for en økologisk øl. Disse to scenarier er umiddelbart ikke relaterede, men Ariely og kollegaer fandt at de studerende som havde skrevet et højt tal, vurderede øllen til at være mere værd, end de studerende der skrev et lavt tal. Dette fænomen er blevet kendt som forankringsheuristikken. Dets omfang er, kort fortalt, at tidligere information eller hændelser kan påvirke senere vurderingsopgaver, da disse tidligere informationer eller hændelser kan komme til at virke som et "anker" der trækker vurderingen i en retning der ligger mellem sig og den egentlige værdi. I eksemplet ovenover er "ankeret" forsøgspersonernes personnummer, som har påvirkning på den senere vurdering af øllens værdi. 
Chapman og Johnson 1999 opdagede lignende effekter som tidligere studier hvor forsøgspersonerne skulle vurdere lejligheder, hvem der ville vinde det næste valg og hvor sandsynligt det var at USA ville gå i krig mod Jugoslavien.  Her fandt de ud af at ankeret og målobjektet specielt påvirkede hinanden når de to ting lignede hinanden. Samtidigt når de blev bedt om at lægge mærke til de punkter hvor de to ting adskilte sig fra hinanden, så blev effekten reduceret. Deres undersøgelser peger derfor i retning af at man kan undgå bias fra forankringseffekten ved at sikre at forsøgspersonerne er gjort opmærksomme på alle aspekter af ankeret og ikke kun de aspekter hvorpå det ligner målobjektet. Epley og Gilovich påpeger at eksperimentelt inducerede ankere påvirker personer anderledes end subjektivt inducerede ankre som oftest er dem man bliver påvirket af uden for laboratoriet. I en almindelig hverdag er det sjældent at udefrakommende beskeder fra f.eks. en forsøgsleder påvirker ankerets placering. Typisk er det en erfaringsbaseret association i individet der fastsætter ankeret. Når det er subjektivt induceret som en erfaring eller lign., så fandt de også belæg for at forankringsbias skyldes manglende tilpasning fra ankeret - altså at man stopper sin søgeproces af sin beslutning eller sin vurdering for tidligt, der hvor ankeret har effekt, frem for at tænke videre og lave mere gennemarbejdede vurderinger.
Epley og Gilovich stillede eksempelvis deres forsøgspersoner spørgsmålet om hvornår den anden europæiske opdagelsesrejsende landede i Vestindien. De der kendte årstallet for Columbus ankomst sagde i størstedelen af tilfældene at de brugte den information til videre at vurdere hvornår den næste så måtte være ankommet. Derfor er dette subjektivt initierede anker altså det de bruger til at lave videre vurderinger.
De argumenterer samtidigt for at der er stor forskel på hvor stor grad forsøgspersonernes ankere påvirker deres beslutning. Heriblandt hvor stor en motivation de har for at tilpasse deres svar til noget bedre, samt hvor gode muligheder de har for at gøre det. Dette kan blandt andet påvirkes af forsøgslederens incitament til at vurdere så præcist som muligt. 
De snakker samtidigt om at mange af de studier der er lavet i forbindelse med oprindelsen af "the standard anchoring paradigm" ikke har kunnet bevise mange elementer af forankring som der nu er beviser på. Blandt andet viste "the standard anchoring paradigm" at der ikke var en effekt på ankerets effekt på bedømmelse hvis forsøgspersonernes villighed og evne til at undersøge og præcisere deres svar og opgaver blev manipuleret. Det er der dog, som her også nævnt, i senere studier fundet bevis på.  
Ved studiet af forankring som fænomen har der været mange studier efter Kahnemann og Tversky (en) startede paradigmet med deres studie. Det har herefter været lettere at påvise forankringseffekter, og hvordan de påvirker andre fænomener. Forankring er altså gennem dette brugt til at forklare hvorfor noget tidligere tænkt, hørt osv. kan have en indflydelse på den bedømmelse der laves. Der har været mange studier der har bekræftet dette, men forankring set som en proces er der ikke mange studier der har undersøgt, eller haft held med at undersøge. Fra "the standard anchoring paradigm" der blev skabt omkring forankring efter Kahneman og Tverskys studie har der været studier der viser at manipulationer, som eksempelvis advarsler om at bedømmelsen kan svækkes af en tidligere given information, ikke har haft en effekt på ankerets effekt. Hvis man dog går udenfor standard paradigmet er det vist at "cognitive-load" manipulationer har haft en effekt på bedømmelsen som kan fremstå som en form for tilpasning af bedømmelse. 
Derudover er det vist af Mussweiler og Strack at bedømmelsen, indenfor standard paradigmet, ikke fremstår på grund af manglende tilpasning under søgningen efter et passende svar, men tværtimod grundet tilgængeligheden af anker-bekræftende informationer under forsøgene.  
I andre situationer er det dog blevet påvist at forankring ikke skyldes en ændret vurdering, men en ændring i den skala som forsøgspersonerne bruger til at lave deres vurderinger. Forankringseffekten dækker derfor højest sandsynligt over flere separate psykologiske fænomener.  

### Repræsentativitetsheuristikken
Repræsentativitetsheuristikken betegner et fænomen som blandt andet Tversky og Kahnemann opstillede og undersøgte i 1983 hvor forsøgspersoner skulle vurdere nogle udsagn om den fiktive person “Linda” ud fra hvor sandsynligt de vurderede det var at udsagnene repræsenterede “Linda”. Her blev det af størstedelen af forsøgspersonerne vurderet at der var større sandsynlighed for at “Linda” var både bankkasserer og aktiv i kvindebevægelsen end for at hun kun var bankkasserer. Dette giver ikke logisk mening i forhold til hvad der rent statistisk er mest sandsynligt, da undergruppen(både bankkasserer og aktiv i kvindebevægelsen) i dette eksempel er vurderet som mere sandsynlig end hovedgruppen(kun bankkasserer). Her kan det altså tyde på at man vurderer, at beskrivelser der passer bedre med stereotypen af én beskrivelse end en anden, er mere sandsynlig end det der rent logisk set er det mest sandsynlige.  
Udover situationer som forsøget med “Linda” kan dette fænomen også ses at påvirke folk til at overvurdere tilfældige mønstres betydninger og pålægge dem større mening end de måske egentligt har. Her kan det eksempelvis tolkes at en udefrastående faktor har haft en indvirkning på en specifik situation som har fået mønsteret til at opstå. Her er der i "Kognitionspsykologi" af Nørby og Nordfang, lavet eksemplet at man kan tro at ens kasteteknik for en terning kan have en indvirkning på hvilke øjne den viser, fordi man bliver fikseret på det mønster der viser sig efter få kast, frem for at overveje at det kan være et tilfældigt mønster der ville udlignes efter mange flere kast med terningen. Dette eksempel kaldes “Hasardspillerens fejlslutning”.
Her findes også et andet eksempel kaldet “den varme hånd” som i kilden er forklaret som, at en spillers antal succesfulde handlinger som at score mål, vil øge sandsynligheden for hvorvidt de får succes næste gang. Her fortolkes det at, siden der eksempelvis er scoret flere gange i træk, så må det skyldes at den specifikke spiller er god i netop dette spil og derfor vil have succes næste gang også.

### Tilgængelighedsheuristikken
I 1973 rapporterede Tversky og Kahneman, at forsøgspersoner, præsenteret for lister med navne, typisk vil svare, at listen med kendte navne er længere end alternativet. Dette gælder også selvom listen med ukendte navne faktisk indeholder flere navne. Dette skyldes, at det er lettere at genkalde kendte navne, end navne som ikke er truffet før. Dette er et eksempel på hvordan tilgængelighedsheuristikken kommer til udtryk. Når vurderinger, omhandlende sandsynligheder og frekvenser, er baseret på hvor lettilgængelige de ting man vurderer sandsynlighed af er, vil det være denne heuristik der anvendes. Det er en mindre krævende måde at vurdere en situation, hvis andre former for information om problemstillingen ikke er tilgængelig. Vurderinger lavet ud fra denne heuristik er dog svært påvirket af hukommelsesrepræsentationer som personen der laver vurderingen har tilgængelig for sig. Hvis en person eksempelvis kender mange mennesker hvis forældre ikke er skilt, vil de måske vurdere at skilsmisseraten er lavere end den egentligt er. Dette ville dog være en forkert konklusion, når det er sammenlignet med rigtig data.
Kort sagt vil man altså oftere vurdere situationer og statistikker efter det man før har oplevet, samt hvilken tilgængelighed man har haft til dette, og vurderer dermed ofte forkert, med en vægt på hvad der personligt er oplevet frem for det korrekte svar.